# Pierre-Joseph Amoreux
Pierre-Joseph Amoreux (1741, Beaucaire - 1824, Montpellier) fue un médico, y naturalista francés. Fue bibliotecario de la Facultad de Medicina de Montpellier.
Fue autor de muchas obras sobre medicina, historia natural, agricultura, y botánica. Y fue correspondiente de la Sociedad Real de Agricultura de París, a partir de 1785.

## Algunas publicaciones
- Traité de l'olivier. Veuve Gontier, Montpellier, 1784
- Recherches sur la vie et les ouvrages de Pierre Richer de Belleval, fondateur du jardin botanique, donné par Henri IV à la Faculté de médecine de Montpellier, en 1593, pour servir à l'histoire de cette Faculté et à celle de la botanique. J.-A. Joly, Aviñón, 1786
- Mémoire sur les haies destinées à la clôture des prés, des champs, des vignes et des jeunes bois. Cuchet, Paris, 1787, reeditado en 1809
- Notice des insectes de la France réputés venimeux. Rue et hôtel Serpente, Paris, 1789
- Mémoire sur la nécessité et les moyens d'améliorer l'agriculture dans le district de Montpellier. Imprimerie révolutionnaire de Bonnariq & Aviñón, Montpellier, an II, 1794
- Essai historique et littéraire sur la médecine des Arabes. A. Ricard, Montpellier, 1805
- Mémoire sur le bornage ou la limitation des possessions rurales. Imprimerie de A. Ricard, Montpellier, 1809
- Dissertation historique et critique sur l'origine du cachou. Renaud, Montpellier, 1812
- Notice historique et bibliographique sur la vie et les ouvrages de Laurent Joubert, chancelier en l'Université de médecine de Montpellier, au XVIe siècle. Imprimerie de Tournel, Montpellier, 1814, reeditado en 1971 por Slatkine, Ginebra
- Dissertation philologique sur les plantes religieuses. Durville, Montpellier, 1817
- Revue de l'histoire de la licorne, par un naturaliste de Montpellier. Durville, Montpellier, 1818
- La Guirlande de Julie, expliquée par de nouvelles annotations sur les madrigaux et sur les fleurs peintes qui la composent. Gabon, París, 1824
- La abreviatura «Amoreux» se emplea para indicar a Pierre-Joseph Amoreux como autoridad en la descripción y clasificación científica de los vegetales.[1]